# Зюбрицький Микола Михайлович
Зюбрицький Микола Михайлович — лікар-хірург вищої категорії, кандидат медичних наук, доцент.
Народився 18 грудня 1950 року в с. Демшин Кам'янець-Подільского району.
У 1974 р. по закінченні Тернопільського медичного інституту незмінно працює лікарем-хірургом у міській лікарні м. Кам'янця-Подільского, спочатку в поліклініці, потім на посаді ургентного хірурга, ординатора.
Уже працюючи завідувачем хірургічного відділення та головним хірургом міста, протягом 10 років підвищувищував теоретичний і практичний рівень знань молодих спеціалістів, доклав багато зусиль до зміцнення матеріальної бази відділення, впроваджував нові технології, діагностики та лікування широкого діапазону хірургічних захворювань
При цьому значно збільшується кількість оперативних втручань з приводу ускладнених форм гастродуоденальної виразки, розширюються покази  до органозберігаючих операцій при даній патології.
Традиційно у відділенні розвивається хірургія позапечінкових жовчних проток. Саме за ініціативи М. М. Зюбрицького ще у 1998 р. була придбана лапороскопічна стійка, що дозволила виконувати ендоскопічні втручання з приводу гострого та хронічного холециститу, кількість яких на 2020 рік досягла 3000.
Вперше в роботу відділення були впроваджені резекційні способи лікування гострого деструктивного панкреатиту та панкреатодигестивні анастомози при лікуванні хронічного панкреатиту, метод програмованої релапаротомії при лікуванні гнійного перитоніту, використання алотрансплантатів при операціях з приводу абдомінальних гриж. 
Також  вперше уже у Хмельницькій області були проведені операції з приводу гострого тромбофлебіту варикозних вен, реваскулярезаційна остеотрепанація при хронічній артеріальній недостатності нижніх кінцівок, впроваджено спосіб вакуумної терапії ран, личинкотерапії.
Враховуючи велику кількість ампутацій, увагу М. М. Зюбрицького було зосереджено на виконання операцій з приводу тромбоемболічних уражень магістральних артерій кінцівок.
За безпосередньою участю М. М. Зюбрицького значно збільшилась кількість розширених та комбінованих операцій при злоякісних ураженнях шлунка, виконання паліативних біліодигестивних анастомозів та вперше виконаних радикальних панкреатодуоденальних резекцій при злоякісних захворюваннях позапечінкових жовчевих шляхів та підшлункової залози, розроблений персоніфікований підхід до об'єму оперативних втручань при пухлинній товстокишковій непрохідності.

## Наукова та винахідницька діяльність
У 1984 р. М. М. Зюбрицький захищає кандидатську дисертацію, посвячену діагностиці та тактиці лікування післяопераційних ускладнень із застосуванням найбільш ефективного алгоритмічного підходу. Це був період, коли в Україні поняття «алгоритм» тільки починало впроваджуватися в медичну практику. Тому математичні моделі запропонованих алгоритмів, і розроблена разом з ними автоматизована система діагностики, дозволяли об'єктивізувати процес розпізнавання післяопераційних ускладнень у ранні строки їх виникнення та приймати оптимальні рішення щодо тактики лікування. Крім цього були розроблені класифікації післяопераційного перитоніту та післяопераційної кишкової непрохідності, що мало значення для їх ранньої диференційованої діагностики та вибору строків проведення релапартомії.
Микола Михайлович є автором і співавтором 68 наукових робіт, в тому числі 2 монографій, 14 винаходів. Більшість наукових праць посвячені проблемам лікування ускладнених форм холециститу, панкреатиту, кишкової непрохідності, хірургічної інфекції мягких тканин, синдрому діабетичної стопи.
Заслуговує уваги його монографія «Дренирование ран и полостей в хирургии», наукова цінність і практична значимість якої полягає у створенні класифікації різних способів дренування в залежності від їх фізичних механізмів дії, розробці алгоритмів лікування гострих та хронічних ран та формалізації показів і вибору способа дренування  в торакальній та абдомінальній хірургії.
Серед винаходів найбільше визнання отримали способи, посвячені лікуванню хронічної дуоденальної непрохідності, алопластики вентральних гриж, черезколінної ампутації стегна, формування колоректального анастомозу після передньої та низькопередьної резекції прямої кишки та ін. Деякі із винаходів впроваджені у промислове виробництво медичних виробів на базі НВО «КАММЕД»
М. М. Зюбрицький — активний учасник з'їздів і конференцій хірургів України, член Асоціації хірургів України, засновник, а тепер — член правління Асоціації лікарів міста Кам'янця-Подільского.
Протягом 10 років поєднував роботу хірурга з викладанням хірургії у Кам'янець-Подільскому педагогічному інституті.

## Основні наукові роботи та винаходи
1. ↑  Зюбрицький М. М., Арсенюк В. В. , Зюбрицька Н. М. Передня стовбурова ваготомія в хірургії ускладненої виразки ДПК. // «Вчені Поділля» . І частина. — Хмельницький-Вінниця. — 1999. –"Поділля". Під заг. редакцією  О. О. Шалімова, В. М. Мороза. –348 С. -  с.191.
2. ↑  Зюбрицкий Н. М., Петрук В. И., Слабинский Н. Н., Слабинский В. В. Сочетанные осложнения пилородуоденальной язвы и их лечение.// Вестник хирургии. — 1987. — № 1. — с.17-20.
3. ↑  Зюбрицкий Н. М., Слабинский В. В. Трудности при формировании культи ДПК. //Здравоохранение Белоруссии. — 1990. — № 8. — с.40-43.
4. ↑  Зюбрицький М. М. , Слабінський В. В.  «Спосіб клиноподібної резекції шлунку». Патент на винахід № 10505А А 61В17/00. Опубл. 25.12.96. Бюл.№ 4.
5. ↑  Зюбрицький М. М., Петрук В. І. Диференційований підхід до інтраопераційного обстеження позапечінкових жовчних шляхів.//Тези доповідей першого (XVII) з'їзду хірургів України. — Львів. — 1994.- с.83.
6. ↑  Зюбрицький М. М. , Арсенюк В. В. , Бойко Д. І. Хірургічне лікування жовчокам'яної хвороби, ускладненої ггострим міліарним панкреатитом.// Шпитальна  хірургія. — 2002. — № 3. — с.27-29.
7. ↑  Минцер О. П., Зюбрицкий Н. М., Семко  А. М., Шаталюк Б. П. Диагностические алгоритмы и тактика лечения осложнений после внутрибрюшных операций. // Киев. — «Здоров'я».  – 1990.  – 190 с.
8. 1 2  Зюбрицький М. М., Арсенюк  В. В. «Спосіб алопластики гриж черевної стінки». Деклараційний патент на винахід. Україна. № 4184. А 61В17/00. Опубл. 17.01.2005. Бюл.№ 1.
9. ↑  Зюбрицкий Н. М., Арсенюк В. В. Хирургическое лечение острого тромбофлебита варикозно расширенных вен нижних конечностей.// Клін. хірургія. — 1998. — № 7. — с.18.
10. ↑  Зюбрицький М. М. , Арсенюк В.В . Реваскуляризуюча остеотрепанація при лікуванні хірургічної оклюзії артерій нижніх кінцівок.// Клін. хірургія. — 2002. — № 10. — с.31-32.
11. ↑  Зюбрицкий Н. М. , Стришка Р. Е., Никитина Н. М. Способы дренирования ран и их классификация.// Клін. хірургія. — 2015. — № 11(2). — с.110-112.
12. ↑  Зюбрицький М. М. , Стришка Р. Є., Нікітіна Н. М., Гайсенюк Л. В. Перший досвід личнкотерапії в хірургії гнійних ран.// Клін. хірургія. — 2019. — № 11(2). — с.26-27.
13. ↑  Зюбрицький М. М., Стришка Р. Є.  Оперативне лікування механічної жовтяниці пухлинного ґенезу у хворих похилого та старечого віку.// Матеріали  ХХІІ з'їзду хірургів України.-  т. І — Вінниця. –2-5 червня  2005. — с.176-177.
14. ↑  Зюбрицький М. М. , Слабінский В. В.,  Стришка Р. Є., Нікітіна Н. М. Хірургічне лікування хронічної непрохідності дванадцятипалої кишки. // Клін. хірургія. — 2009. — № 5. — с.14-16.
15. ↑  Зюбрицкий Н. М.  Вероятностные алгоритмы принятия решений  в диагностике и тактике лечения важнейших осложнений раннего периода после неотложных внутрибрюшинных оперативных вмешательств. // Автореферат дис. …. канд. мед. наук. — Киев. — 1983. — 18с.
16. ↑  Мохнюк  Ю. Н., Минцер О. П., Семко  А. М., Зюбрицкий Н. М.  Особенности клинического течения послеоперационного перитонита.// Клин. хирургия. — 1982. — № 1. — с.5-8.
17. ↑  Минцер О. П., Зюбрицкий Н. М., Семко  А. М. Вероятностный алгоритм распознавания внутрибрюшинных абсцессов после неотложных операций на органах брюшной полости. // Клин. хирургия. — 1983. — № 1. — с.9-12.
18. ↑  Минцер О. П., Зюбрицкий Н. М. , Пикунова Л. М. Выделение формы послеоперационной кишечной непроходимости  методом кластерного анализа. // Биология и медицинская кибернетика. –  Киев. — 1985. — с.28-33.
19. ↑  Зюбрицкий Н. М. , Козак И. О. Дренирования ран и полостей в хирургии.// Киев. — «Книга плюс». -  2015. — 270 С.
20. ↑  Саєнко В. Ф., Зюбрицький М. М. , Слабінський В. В. «Спосіб хірургічного лікування хронічної дуоденальної непрохідності». Патент на винахід № 17761А А61В 17/00 Опубл. 20.05.97. Бюл.№ 5.
21. ↑  Зюбрицький М. М., Стришка Р. Є. «Спосіб черезколінної ампутації стегна». Патент на корисну модель. Україна. № 46419 А 61В17/00. Опубл. 25.12.2009. Бюл.№ 24.
22. ↑  Зюбрицький М. М., Стришка Р. Є., Гайсенюк Л. В. «Спосіб формування колоректального анастомозу». Патент на корисну модель. Україна. № 141880 А61В 17/00. Опубл. 27.04.2020. Бюл.№ 8.
23. ↑  Слабінський В. В.,  Зюбрицький М. М.  «Дренаж». Патент на винахід № 802 А 61М27/00. Опубл. 15.12.93. Бюл.№ 2.
24. ↑  Саєнко В. Ф., Зюбрицький М. М. , Слабінський В. В., Маркулан Л. Ю. «Зонд для інтубації кишечника». Патент на винахід  А 61М25/10. Опубл. 25.12.96. Бюл.№ 4.